# Cinq fruits et légumes par jour

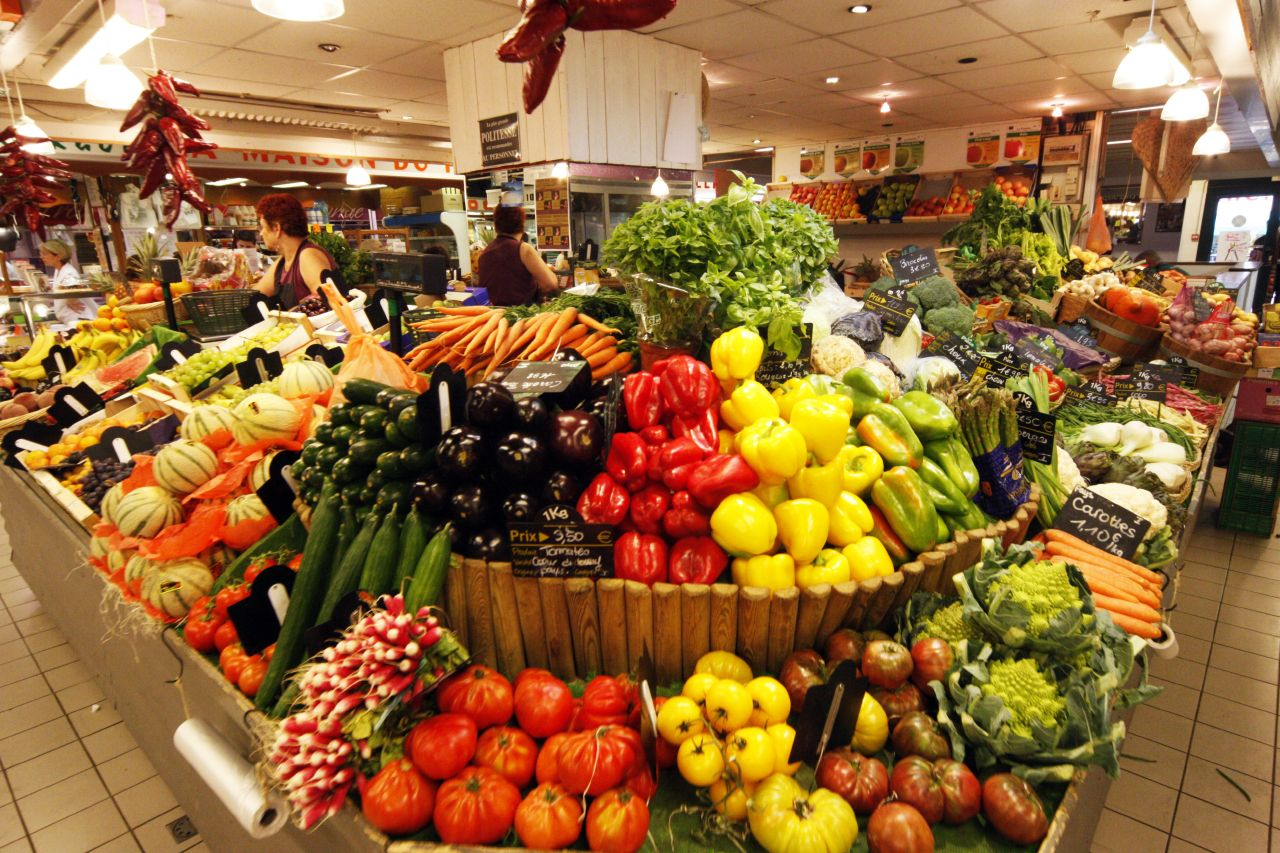
Un étalage de fruits et légumes.

La recommandation de manger cinq fruits et légumes par jour fait l'objet de campagnes dans de nombreux pays comme le Japon, l'Allemagne, la France, les États-Unis, la Suisse ou encore le Royaume-Uni. Elle repose sur une recommandation émise par l'Organisation mondiale de la santé en 2003 et préconisant de manger 400 grammes de fruits et légumes par jour,,.

## Efficacité
Cette recommandation permet une réduction de la mortalité, qu'elle soit de cause cardiovasculaire, cancéreuse ou respiratoire.
Tandis que certaines méta-études ne démontrent pas d'intérêt à consommer encore davantage de fruits et légumes,, une autre constate des bénéfices non négligeables jusqu'à dix fruits et légumes quotidiens pour réduire la mortalité due aux maladies cardiovasculaires et autres. L'effet de la consommation de fruits et légumes sur le risque de mortalité par cancer n'est pas certain, peut-être du fait du délai d'apparition de cette maladie : certaines études ne concluent à aucun bénéfice, tandis que d'autres recommandent jusqu'à sept portions par jour, particulièrement de « légumes jaunes et verts » et crucifères ou de fruits.
Les fruits et légumes en conserves ne sont pas aussi bénéfiques que lorsqu'ils sont frais ou surgelés. Les  fruits secs contiennent la même quantité de sucre que les fruits frais malgré leur volume réduit. Par ailleurs, les légumineuses et les jus de fruits comptent parmi les cinq fruits et légumes par jour. Les jus de fruits ne sont pas aussi bénéfiques que les fruits entiers car le processus d’extraction du jus détruit une grande partie des fibres. La consommation de pommes de terre ne montre en revanche pas d'effets bénéfiques sur l'espérance de vie. L'absence de cuisson permet de préserver les vitamines, minéraux et autres éléments contenus dans les fruits et légumes mais certains sont davantage bénéfiques pour l'organisme consommés cuits que crus, comme la tomate, les carottes, le brocoli, les choux et les épinards.

## En France
En France, l'unité de compte est définie comme une portion de l'ordre de 100 grammes. Ainsi, une portion correspond à cinq fraises ou à une soupe individuelle.
Une première campagne est lancée en 1999 et recommande « 10 par jour », lancée à l'initiative de l’INTERFEL, l’Association interprofessionnelle des fruits et légumes frais.
Une campagne de prophylaxie est lancée par le gouvernement français en 2007, dans le cadre du Programme national nutrition santé (PNNS). Elle a pour slogan « Mangez cinq fruits et légumes par jour ». La campagne de sensibilisation vise à inciter la population française à augmenter sa consommation de fruits et légumes frais, généralement considérée comme insuffisante à couvrir ses besoins journaliers. Elle prévoit notamment que les messages publicitaires promouvant des aliments ou des boissons doivent contenir des messages de prévention tels que « Pour votre santé, mangez au moins cinq fruits et légumes par jour ».

## En Australie
La recommandation officielle est de deux fruits et cinq légumes par jour.

## Divergences
Au Canada, les recommandations varient en fonction de l'âge et du sexe. À titre d'exemple, pour un enfant de deux ou trois ans sont recommandées quatre portions, puis dix pour un homme entre 19 et 50 ans.
À Singapour, la recommandation du ministère de la Santé préconise de manger deux fruits et deux légumes par jour.

## Critiques

### Argument économique
D'après une étude de l'association Familles rurales, les familles défavorisées peuvent difficilement se permettre de respecter cette préconisation. Une famille de quatre personnes devrait lui consacrer chaque mois entre 117 € (panier le plus économique) et 222 € (panier 100 % bio). Cela représente entre 10 et 18 % du SMIC.